# ستيفن بوتير
ستيفن بوتير (بالإنجليزية: Stephen Potter)‏ هو ضابط أمريكي، ولد في 26 ديسمبر 1896 في ساغيناو في الولايات المتحدة، وتوفي في 25 أبريل 1918 في بحر الشمال.